# باين فون
باين فون (بالإنجليزية: PinePhone)‏ هاتف تم تطويره من قبل شركة باين64، وهي شركة تصنيع حواسيب مقرها هونغ كونغ، تهدف لتوفير التحكم الكامل للمستخدمين على أجهزتهم. حُقِق ذلك من خلال استخدام أنظمة تشغيل للهواتف المحمولة مبنية على لينكس، وتجميع الهواتف باستخدام مسامير لتمكين التفكيك السهل للإصلاحات والتحديثات. يمكن للمستخدمين إيقاف تشغيل: الشبكة الخلوية، ونظام تحديد المواقع، وواي فاي، وبلوتوث، وكاميرات الهاتف يدويًا وذلك عبر أزرار مدمجة في اللوحة الأم تدعى مفاتيح DIP. يُباع باين فون مع نظام تشغيل مانجارو لينكس بواجهة مستخدم بلازما موبايل، ولكن يمكن للمستخدمين تثبيت توزيعات أخرى.

## التاريخ
قامت شركة باين64 ببيع إصدارات محدودة من هاتف باين فون، والتي كانت موجهة للمطورين والمستخدمين الأوائل. شُحِن الهاتف إلى جميع أنحاء العالم مع قليل من القيود الجغرافية. كان إصدار «شجاع القلب»، الذي تم شحنه في يناير 2020، هو النسخة الأولى المتاحة للجمهور من الهاتف، وكان يحتوي فقط على برنامج تجريبي، ليتمكن المستخدم من اختبار هاتفه قبل تثبيت نظام التشغيل الذي يختاره.
في عام 2019، تعاونت باين64 مع مشاريع لينكس المخصصة للهواتف الموجودة والموثوقة لإطلاق حملة «الإصدارات المجتمعية» لتحفيز تطوير البرمجيات للجهاز. من خلال هذه الشراكة، تبرعت باين64 بمبلغ 10 دولارات عن كل وحدة مُباعة لمساهمي المشاريع. تمتع إصدار المجتمع من باين فون بعلامة تجارية على الغطاء الخلفي وشحنه بصندوق مخصص صممه الفنانون المتعاونون. كان إصدار «موبيان» في فبراير 2021 هو آخر إصدار تم تقديمه.
في البداية، كان باين فون متاحًا فقط بتكوين واحد من الأجهزة. تم تقديم «حزمة التقارب» المحسنة مع إعلان إصدار مجتمع نظام بوست ماركت، والذي شمل زيادة في ذاكرة الوصول العشوائي، وتخزين إضافي من نوع eMMC، وقاعدة توصيل USB-C تُعرف بـ "docking bar". ويمكن أن توفر قاعدة التوصيل الطاقة للهاتف عبر المسرى التسلسلي العام الومضي (3امبير 5فولت)، وإخراج الفيديو الرقمي عبر HDMI، وتوفر اتصالاً بشبكة إيثرنت بسرعة 10 إلى 100 ميجابايت بالثانية واثنين من منافذ USB 2.0 (على سبيل المثال، للتخزين الخارجي، والفأرة، ولوحة المفاتيح).
في فبراير 2021، أعلنت باين64 عن نهاية أجهزة الإصدارات المجتمعية، وأن نظام التشغيل الافتراضي لهاتف باين فون الجاهز للإنتاج سيكون مانجارو لينكس باستخدام واجهة كيدي بلازما موبايل. ثم قدمت الشركة إصدار باين فون التجريبي بعد عدة أسابيع. تم تأكيد أن مكونات وأسعار إصدار النسخة التجريبية هي نفسها كما في إصدارات المجتمع السابقة، وأن "النسخة التجريبية" كانت إشارة إلى البرنامج فقط. بدأت باين64 بقبول الطلبات المسبقة في 24 مارس 2021، وبدأت بشحن أجهزة النسخة التجريبية في أواخر أبريل.
في أكتوبر 2021، أعلنت باين64 عن باين فون برو. في يناير 2022، بدأت باين64 بقبول الطلبات المسبقة لباين فون برو مع التسليم المتوقع بحلول فبراير 2022.

## الميزات والمقارنات
يتم مقارنة باين فون غالبًا بهواتف أخرى تعمل بتوزيعات لينكس غير أندرويد، خاصة ليبرم 5، الذي صدر في نفس الفترة تقريبًا، وهاتف نيكونو، الذي لا يستخدم مضمانًا خلويًا.
تعِد شركة باين64 بتوفير خمس سنوات من الإنتاج. يهدف طول فترة الإنتاج ومشاركة منصة A64 المشتركة مع جهاز باين تاب اللوحي وباين اي64 إلى تشجيع المهتمين بتعديل الأجهزة على إنشاء تعديلات ومشاريع (افعلها بنفسك) بناءً على باين فون.

## العتاد
كان هاتف باين فون الأصلي يستخدم معالج أِلونر A64، الذي يحوي أربعة أنوية من نوع Cortex-A53 بتردد 1.152 جيجاهرتز، ومعالج رسومي Mali-400 MP2. هيكل الهاتف وغطاء العلبة مصنوعان من البلاستيك. يحوي الهاتف على كاميرا خلفية بدقة 5 ميجابكسل وكاميرا أمامية بدقة 2 ميجابكسل، ومنفذ يو اس بي سي مع دعم لنمط DisplayPort alt-mode وهي خاصية تتيح لمنفذ يو اس بي سي نقل إشارات الفيديو والصوت من خلاله الى العارض.
البطارية بسعة 3000 مللي أمبير تدعم الشحن السريع بقدرة 15 وات ويمكن استبدالها بسهولة دون الحاجة لأدوات. تستخدم البطارية نفس حجم بطارية جالاكسي جي 7 لتسهيل العثور على بطاريات بديلة. تقوم توزيعات لينكس بضبط ذاكرة الوصول العشوائي LPDDR3 بترددات تتراوح بين 552 و624 ميجاهرتز.
كما في هاتف ليبرم 5، فإن باين فون يستخدم شريحة أساسية منفصلة للاتصالات الخلوية وأخرى لواي فاي أو بلوتوث. إلى جانب مفاتيح الإيقاف المادي DIP، يؤدي ذلك إلى لوحات دوائر مطبوعة (PCBs) أكبر وكفاءة طاقة أقل مقارنةً بالهواتف التي تستخدم نظامًا متكاملًا على شريحة واحدة، مثل سنابدراغون أو معالجات ميدياتيك أو اكسينوس. هاتف باين فون أنحف بسمك 9.2 مم مقارنةً بليبرم 5 الذي سمكه 15.5 مم، لأن باين فون يلحم شريحاته الخاصة بالاتصالات اللاسلكية على لوحة الدائرة المطبوعة، بينما يضع ليبرم 5 الشريحة الأساسية للاتصالات اللاسلكية على بطاقتين قابلتين للإزالة من نوع M.2.
تعد باين64 ثاني شركة تصنيع هواتف (بعد اوبن موكو) تقدم ميزة الإقلاع من بطاقة الذاكرة الخارجية مايكرو إس دي، مما يتيح للمستخدمين تجربة نظام تشغيل واحد أو أكثر قبل تثبيته في الذاكرة الداخلية.

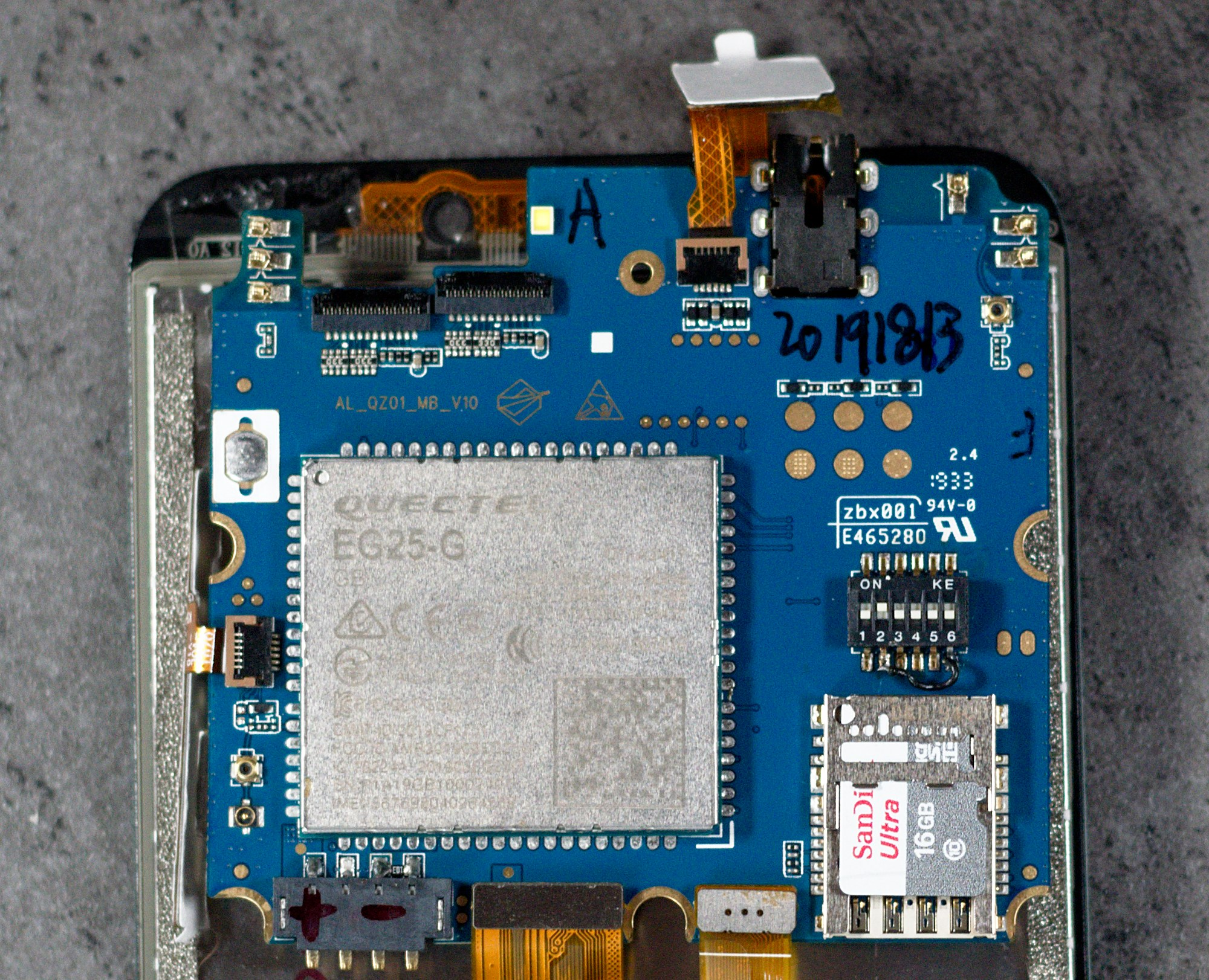
مفاتيح DIP على اللوحة الام لهاتف باين فون

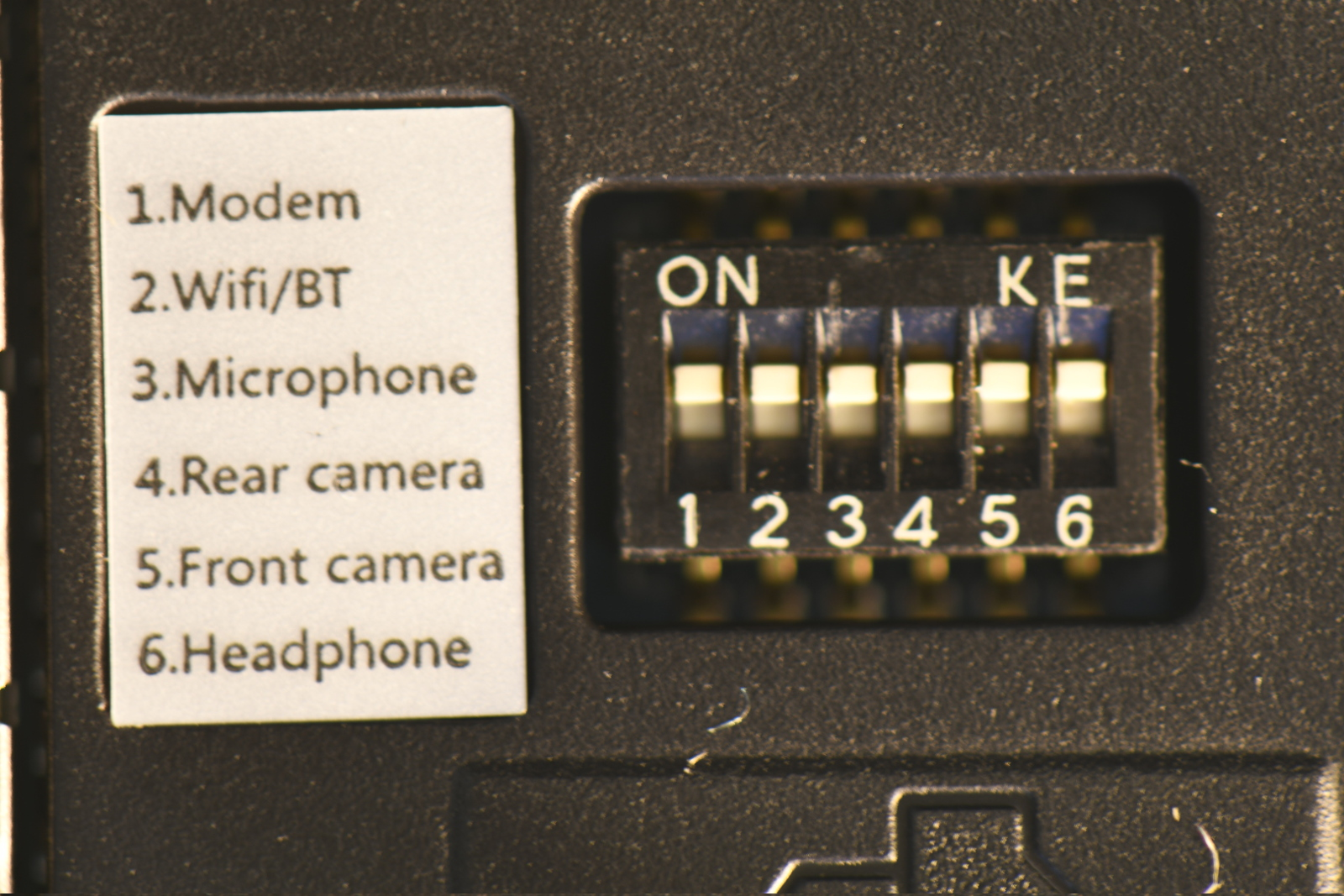
مفاتيح DIP على هاتف باين فون

يحتوي باين فون على ستة مفاتيح DIP وهي عبارة عن مفاتيح لإيقاف بعض الوظائف في الهاتف توجد تحت الغطاء الخلفي، خمسة منها لإيقاف تشغيل المضمان الخلوي، ووحدة واي فاي أو البلوتوث، والميكروفون، والكاميرا الخلفية، والكاميرا الأمامية بشكل منفصل. المفتاح السادس يحول منفذ سماعات الرأس بقطر 3.5 مم إلى منفذ مرسل مستقبل غير متزامن شامل، وهي المرة الأولى التي يتم فيها تضمين هذا النوع من المفاتيح في هاتف محمول.
أحد مزايا باين فون الأخرى هي موصل مسرى بين الدارات المتكاملة تحت الغطاء الخلفي، والذي يمكن استخدامه لإضافة تعديلات إلى الهاتف. في عامي 2019 و2020، صرحت باين64 بأنها كانت تطور أربع تعديلات: لوحة مفاتيح مادية، بطارية بسعة 5000 مللي أمبير، شحن لاسلكي، ومستشعر بصمات الأصابع.
تتوفر مخططات الدوائر الخاصة بباين فون.

## البرمجيات

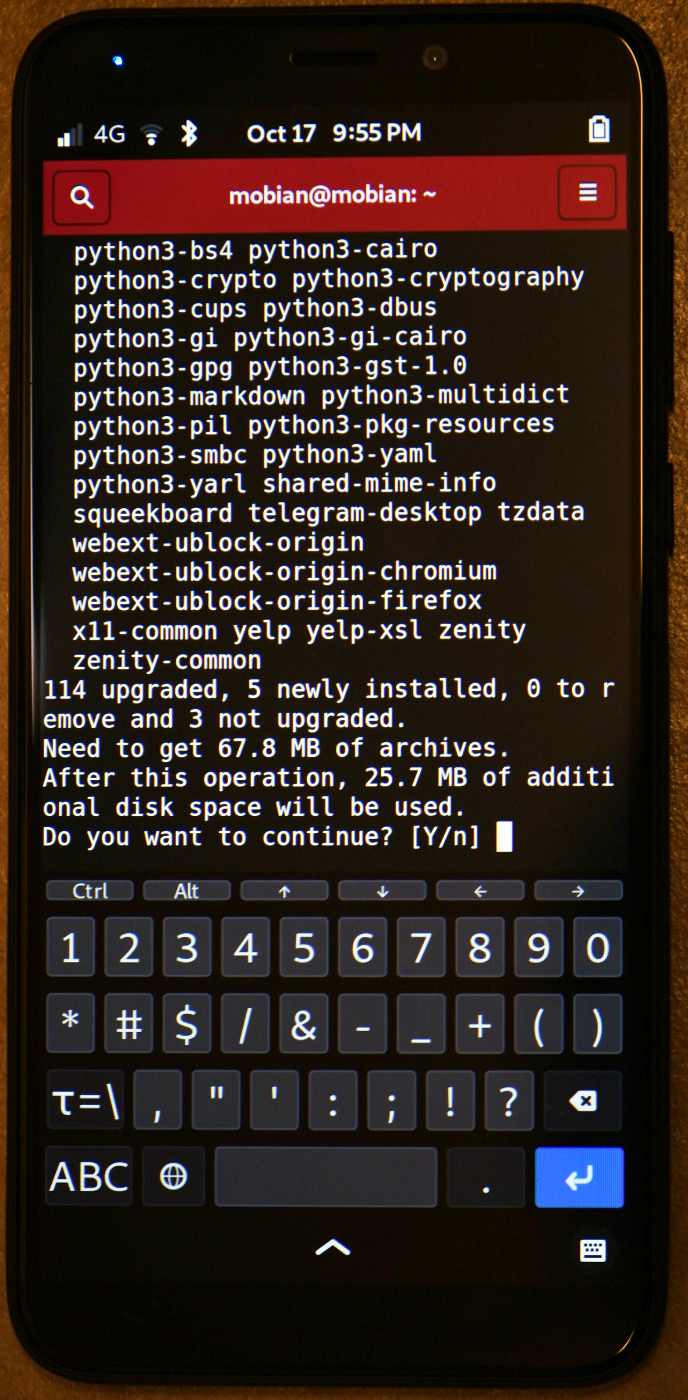
استخدام أداة الحزم المتقدمة لإجراء تحديث، يعمل على توزيعة موبيان، مع تلوين الشريط العلوي باللون الأحمر للتحذير من استخدام امتيازات الجذر.

هدَفَ باين فون إلى أن يكون مفتوح المصدر بالكامل في تعريفاته وبرامج التمهيد. على الرغم من ذلك، بسبب ندرة المكونات مفتوحة المصدر للاتصالات الخلوية واللاسلكية، فإن البرنامج الثابت لشريحة ريل تك RTL8723CS الخاصة بواي فاي أو البلوتوث، بالإضافة إلى البرنامج الثابت الاختياري للتركيز التلقائي لكاميرا اومني فيجن OV5640 الخلفية، لا يزالان من البرمجيات الملكية. لتقليل المخاطر المحتملة على الخصوصية، تتواصل هذه المكونات مع باقي النظام فقط عبر بروتوكولات تسلسلية مثل USB 2.0، I2S، وSDIO، التي لا تسمح بالوصول المباشر للذاكرة (DMA). كما يسمح استخدام هذه البروتوكولات بفصلها فعليًا عبر مفاتيح الإيقاف DIP.
في أواخر عام 2020، بدأت باين64 بمبادرة تُدعى تحدي كسارة البندق، بهدف تشجيع تطوير الشبكات اللاسلكية مفتوحة المصدر على لوحة BL602 الخاصة بواي فاي وبلوتوث. تدعم بعض التوزيعات استخدام محولات واي فاي عبر USB التي تستخدم برنامجًا ثابتًا لاسلكيًا مفتوح المصدر. تعتمد برامج المضمان الخاصة بلوحة كويكتيل EG25-G LTE على بيئة مستخدم أندرويد ملكية، على الرغم من وجود نسخة غير رسمية ومفتوحة المصدر إلى حد كبير، تستبدل معظم المكونات الملكية، باستثناء البرنامج الثابت للقاعدة الأساسية ونواة منطقة الثقة، التي تم توقيعها بواسطة كوالكوم.

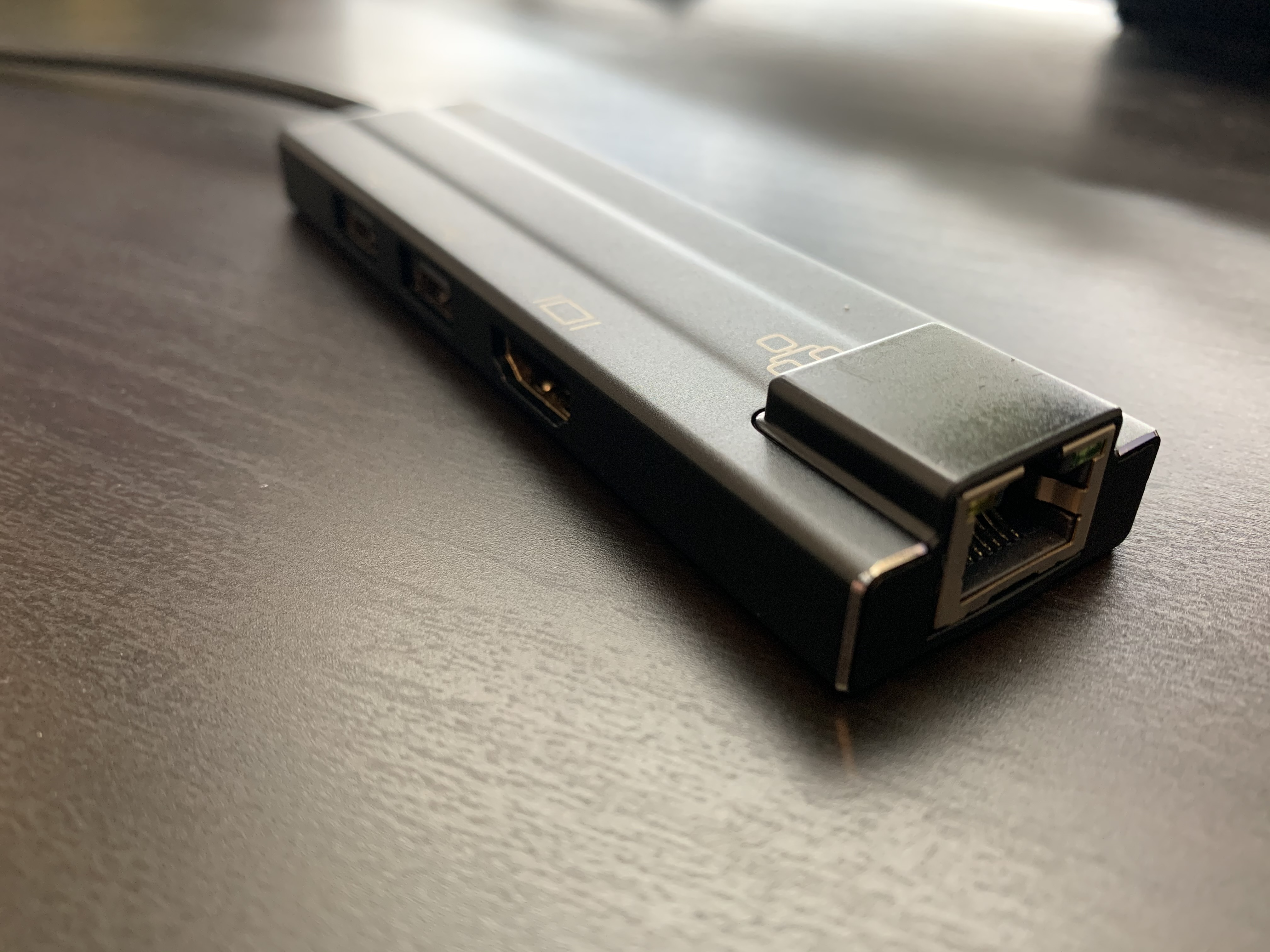
قاعدة التوصيل في هاتف باين فون

## النظام
يعتمد باين فون بشكل كامل على أنظمة التشغيل مفتوحة المصدر التي تطورها المجتمعات الخارجية، مع قيام باين64 فقط بعملية الفلاش على الهاتف مباشرة. نظرًا لمشاركة مشاريع أنظمة التشغيل المجتمعية في تطوير باين فون، فقد تم نقله إلى 19 توزيعة لينكس وسبع واجهات رسومية حتى أغسطس 2021.

## وصلات خارجية
- موقع باين فون الرسمي
- موسوعة باين64